# Krandegan (Banjarnegara)
Krandegan is een bestuurslaag in het regentschap Banjarnegara van de provincie Midden-Java, Indonesië. Krandegan telt 6814 inwoners (volkstelling 2010).